# Cocheren
Cocheren este o comună franceză de 3.293 locuitori, situată în departamentul Mosela din regiunea Lorena.

## Geografie
Localitatea este situată în valea râului Rosselle, la 7 km sud-vest de Forbach, la poalele dealului Hérapel care are înălțimea maximă de 330 de metri.

## Demografie
| 1962                                                          | 1968 | 1975 | 1982 | 1990 | 1999 | - | - | - |
| ------------------------------------------------------------- | ---- | ---- | ---- | ---- | ---- | - | - | - |
| 4574                                                          | 4227 | 3731 | 3544 | 3425 | 3293 | - | - | - |
| Număr reținut începănd cu 1962: Populaţia fără numărări duble |      |      |      |      |      |   |   |   |

## Toponimie
- În limba germană, localitatea se numește Kochern.

## Istorie
Localitatea este situată de o parte și de alta a râului Rosselle, lângă situl galo-roman de pe
Hérapel. Acum câțiva ani, au fost găsite urme ale civilizației celte.
Vestigiile arheologice găsite pe situl Hérapel sunt împrăștiate în diferite muzee franceze (Sarreguemines și Metz) și germane, marile săpături arheologice având loc înainte de Primul Război Mondial și sub administrația germană din 1871 - 1914.

## Locuri și monumente
- Vestigii galo-romane: pe dealul Hérapel, se întâlnesc urme ale unei tabere și a unui templu dedicat zeului Apollo; vază;
- Fântână de devoțiune miraculoasă pe Hérapel: potrivit credinței, apa acestui izvor este benefică pentru ochi și pentru păr.
- Castel al familiei Ditschviller, construit în secolul al XVIII-lea, restaurat în secolul al XIX-lea.

## Edificii religioase
- Biserica Sfintei Treimi (în franceză Église de la Trinité), (1780), mobilier foarte bogat, din secolul al XIX-lea.
- Capela Sfânta Elena (în franceză Chapelle Sainte-Hélène), construită în stâncă.